# Ponte Lupo
Il ponte Lupo è un ponte di Roma costruito nel 144 a.C. situato nella tenuta San Giovanni in Campo Orazio, nel Comune di Roma.

## Storia
Il ponte fu costruito nel 144 a.C. per portare l'Acqua Marcia a Roma, attraverso la Valle dell'Aniene ed è situato nella tenuta di San Giovanni in Campo Orazio di proprietà del Baliaggio Barberini dell'omonima famiglia e dove, secondo la leggenda, si sarebbe svolta la battaglia degli Orazi e Curiazi. Era parte di un acquedotto romano costruito nel 144 a.C., che, lungo originariamente 91 km, portava acqua al Campidoglio, al Celio e all'Aventino.

## Lo studio della struttura
Nel progetto di mappatura degli acquedotti di Roma il condotto idraulico Ponte Lupo venne ispezionato ed esplorato con tecniche speleologiche, nel corso del 2009. Accedendo dal centro del ponte attraverso un crollo, il canale in direzione Nord è occluso, mentre in direzione Sud è interamente percorribile. 
Ancora oggi il canale è rivestito in opus signinum e il fondo è mantenuto relativamente pulito, tranne qualche accumulo sporadico dovuto ai crolli.

## Nella cultura di massa
Il ponte viene menzionato da Antonio Nibby in Analisi storico-topografico-antiquaria della carta de' Dintorni di Roma e fu ritratto dal pittore Ettore Roesler Franz in un acquerello dal nome Tivoli Ponte Lupo – Poli 1898.